# 拉多申卡
51°23′30″N 24°56′11″E / 51.39167°N 24.93639°E
拉多申卡（烏克蘭語：Радошинка），是烏克蘭西北部的村莊，隸屬沃倫州的卡明-卡希爾斯基區。該村面積1.77平方公里，海拔高度167米，2001年人口245，人口密度每平方公里138.65人。